# 庫德里亞夫西克
47°55′56″N 31°44′33″E / 47.93222°N 31.74250°E
庫德里亞夫西克（烏克蘭語：Кудрявське），是烏克蘭南部的村莊，隸屬尼古拉耶夫州的沃茲涅先斯克區。該村始建於1860年，面積0.736平方公里，海拔高度114米，2001年人口166，人口密度每平方公里225.54人。